# Tomoko Ohta
Tomoko Ohta (太田 朋子, Ōta Tomoko, nascuda Tomoko Harada 原田 朋子 7 de setembre de 1933, Miyoshi, Aichi) és una científica japonesa que treballa en genètica de poblacions i evolució molecular. Ella i Richard Lewontin van rebre conjuntament el premi Crafoord l'any 2015 "per les seves anàlisis pioners i les seves contribucions fonamentals cap a la comprensió del polimorfisme genètic".

## Biografia
Ohta es va graduar al Departament d'Agricultura de la Universitat de Tòquio l'any 1956. Poc després de graduar-se, va ser contractada a l'Institut de Recerca Biològica de Kihara on es va centrar en la citogenètica del blat i la remolatxa de sucre. El 1962, Hitoshi Kihara li va oferir la possibilitat d'estudiar a l'estranger als Estats Units. Durant la seva etapa d'estudiant de postgrau a l'Escola de Postgraus de la Universitat Estatal de Carolina del Nord, va canviar la temàtica del seu estudi de postgrau de la citogenètica de plantes a la genètica de poblacions. A continuació, va poder ajudar el seu tutor, Ken-Ichi Kojima, a treballar en problemes de genètica poblacional estocàstica on van tenir en compte els canvis aleatoris de les freqüències al·lèliques. Va obtenir el seu doctorat de la Universitat Estatal de Carolina del Nord l'any 1966. Com que havia estudiat a l'estranger com a estudiant Fulbright, només va poder quedar-se als Estats Units per acabar el seu doctorat.
Després de tornar al Japó, Ohta va treballar amb Motoo Kimura, que era l'únic teòric sobre genètica de poblacions en aquell moment al país. Després de treballar en la teoria neutralista de l'evolució amb el seu mentor Kimura, es va convèncer que gairebé totes les mutacions neutrals (ni perjudicials ni del tot neutrals) tenien un paper important en l'evolució. Aleshores, va desenvolupar el model lleugerament perjudicial (Ohta, 1973), i després en va desenvolupar una forma més general, la Teoria quasi neutralista de l'evolució. Va treballar a l'Institut Nacional Japonès de Genètica de 1969 a 1996, i, el 2002, va ser elegida a l'Acadèmia Nacional de Ciències dels Estats Units com a estrangera associada en biologia evolutiva.
Va estar casada amb Yasuo Ohta del 1960 al 1972, amb el qual va tenir un fill.

## Reaccions a la Teoria quasi neutralista
Quan Ohta va publicar per primera vegada la seva Teoria quasi neutralista, va tenir dificultats per atraure l'atenció de la comunitat científica. En aquell moment, molts investigadors donaven suport a la teoria de la selecció natural. Les dades sobre l'evolució de les proteïnes que recolzaven la seva teoria es van recollir seqüencialment a llarg de la dècada dels 90, i encara s'han anat trobant més proves al llarg del segle xxi. Cada vegada hi ha més evidències que recolzen la seva Teoria quasi neutralista de l'evolució. Alguns exemples inclouen: el codi genètic i el procés que es produeix durant la coagulació de la sang.

## Reconeixements
- 1984 - Membre de l'Acadèmia Americana de les Arts i les Ciències
- 1985 - Premi de l'Acadèmia del Japó
- 2002 - Membre estranger de la National Academy of Sciences
- 2002 - Persona del Mèrit Cultural
- 2015 - Premi Crafoord de la Reial Acadèmia de Ciències de Sueca (compartit amb Richard Lewontin)  Arxivat 2019-10-12 a Wayback Machine.
- 2016 - Ordre de Cultura

## Llista de llibres disponibles en anglès
- Theoretical aspects of population genetics, Motoo Kimura and Tomoko Ohta (1971)
- Evolution and variation of multigene families, Tomoko Ohta (1980)
- Population genetics and molecular evolution: papers marking the sixtieth birthday of Motoo Kimura, edited by Tomoko Ohta and Kenichi Aoki (1985)
- Tomoko Ohta and the Nearly Neutral Theories: The role of a female geneticist in the neutralist-selectionist controversy, Tomoko Y. Steen (1996) Ph.D. Dissertation. (CORNELL UNIVERSITY)